# Jaroslav Pollák
Jaroslav Pollák (Nižný Medzev, 11 de julho de 1947 – 26 de junho de 2020) foi um futebolista profissional eslovaco que atuava como meio-campo.

## Carreira
Pollák fez parte do elenco da Seleção Checoslovaca de Futebol, na Copa de 70 e nas Euros de 1976 e 1980

## Morte
Morreu no dia 26 de junho de 2020, aos 72 anos.

## Títulos
- Eurocopa: 1976[2]